# Melianthaceae
Melianthaceae là một họ thực vật hạt kín. Các phân loại của Angiosperm Phylogeny Group đưa họ này vào trong phạm vi nhánh rosids. Tất cả các thành viên của họ Melianthaceae nghĩa hẹp đều là cây gỗ hay cây bụi, sinh sống tại khu vực nhiệt đới ở châu Phi, kéo dài về phía nam tới Nam Phi. Hai loài trong 2 chi của họ Francoaceae đôi khi cũng được gộp trong họ này, chúng là các cây thân thảo lâu năm sinh sống tại Chile.

## Phân loại
Hệ thống APG năm 1998 tách riêng 3 họ Greyiaceae, Melianthaceae và Francoaceae. Trong hệ thống APG II năm 2003 thì họ Greyiaceae được sáp nhập vào họ Melianthaceae. Cũng trong hệ thống APG II thì họ Francoaceae là tùy chọn có thể nhập vào hay tách ra khỏi họ Melianthaceae. Hệ thống APG III năm 2009 không cho phép tùy chọn này nữa và nhập họ Francoaceae vào trong họ Melianthaceae. 
- Melianthaceae sensu stricto
  - Bersama - 2-7 loài
  - Melianthus - 6 loài
- Greyiaceae (trong APG, gộp vào Melianthaceae trong APG II)
  - Greyia - 3 loài
- Francoaceae (tùy chọn trong APG II, nhập lại trong APG III)
  - Francoa sonchifolia - 1 loài (bao gồm cả Frankoa, Panke)
  - Tetilla hydrocotylefolia - 1 loài.

Hệ thống APG IV năm 2016 không công nhận họ này mà chỉ công nhận họ Francoaceae Adr.Juss. gồm 4 phân họ là Bersameae Planchon (= Melianthaceae s.s.) +  Vivianieae Klotzsch + Greyieae Gürke + Francoeae Spach.

## Hình ảnh

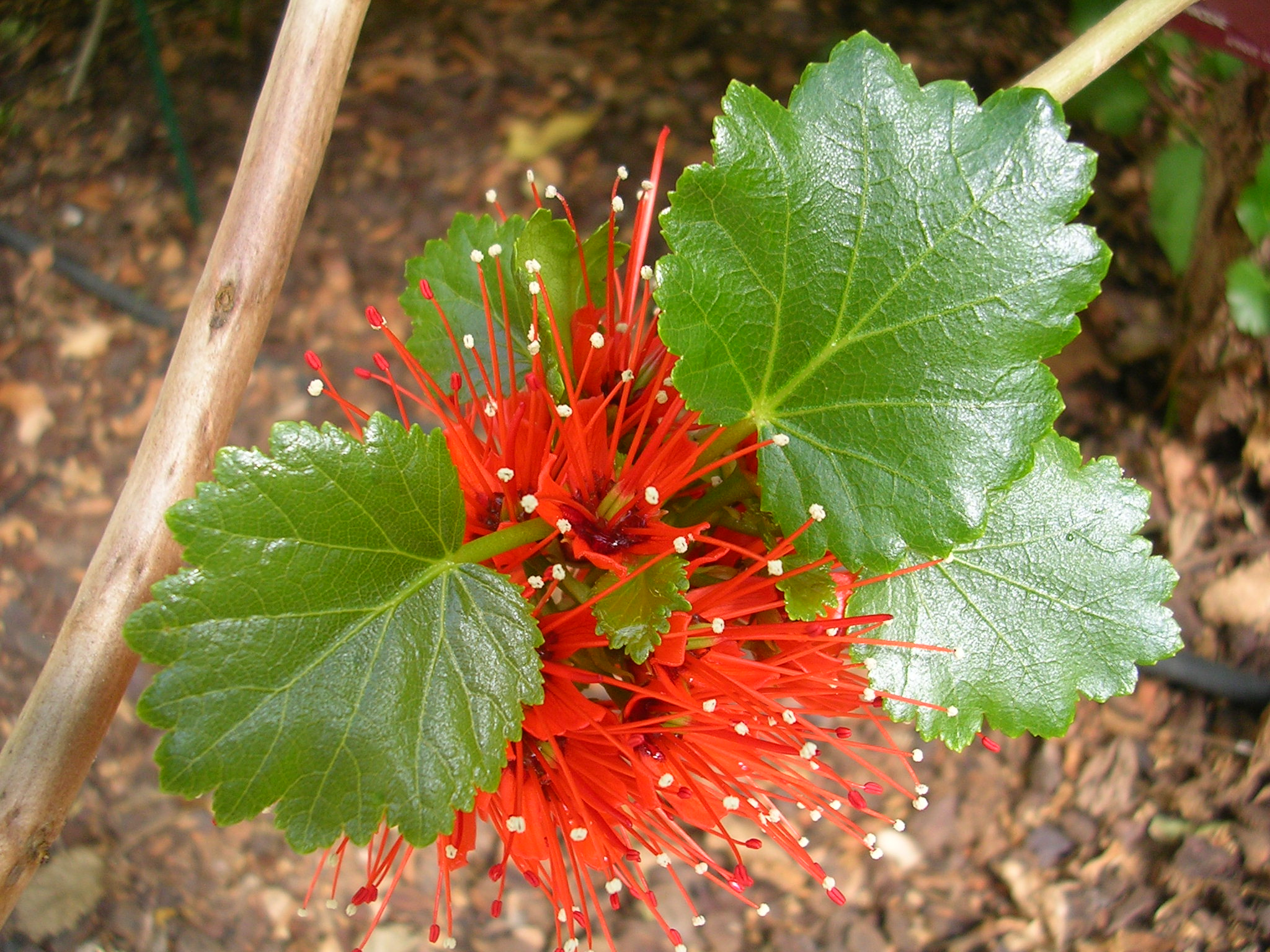
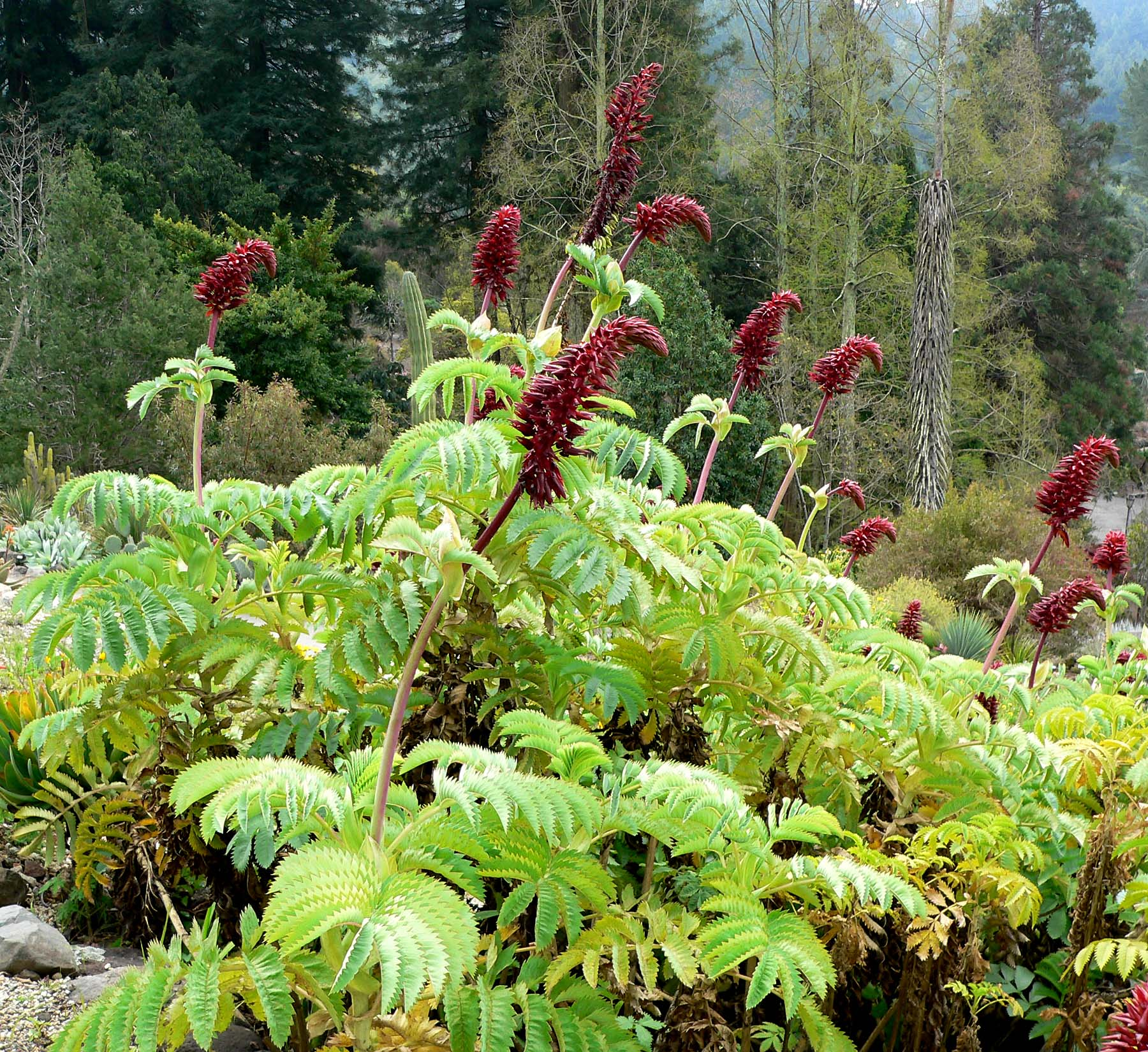
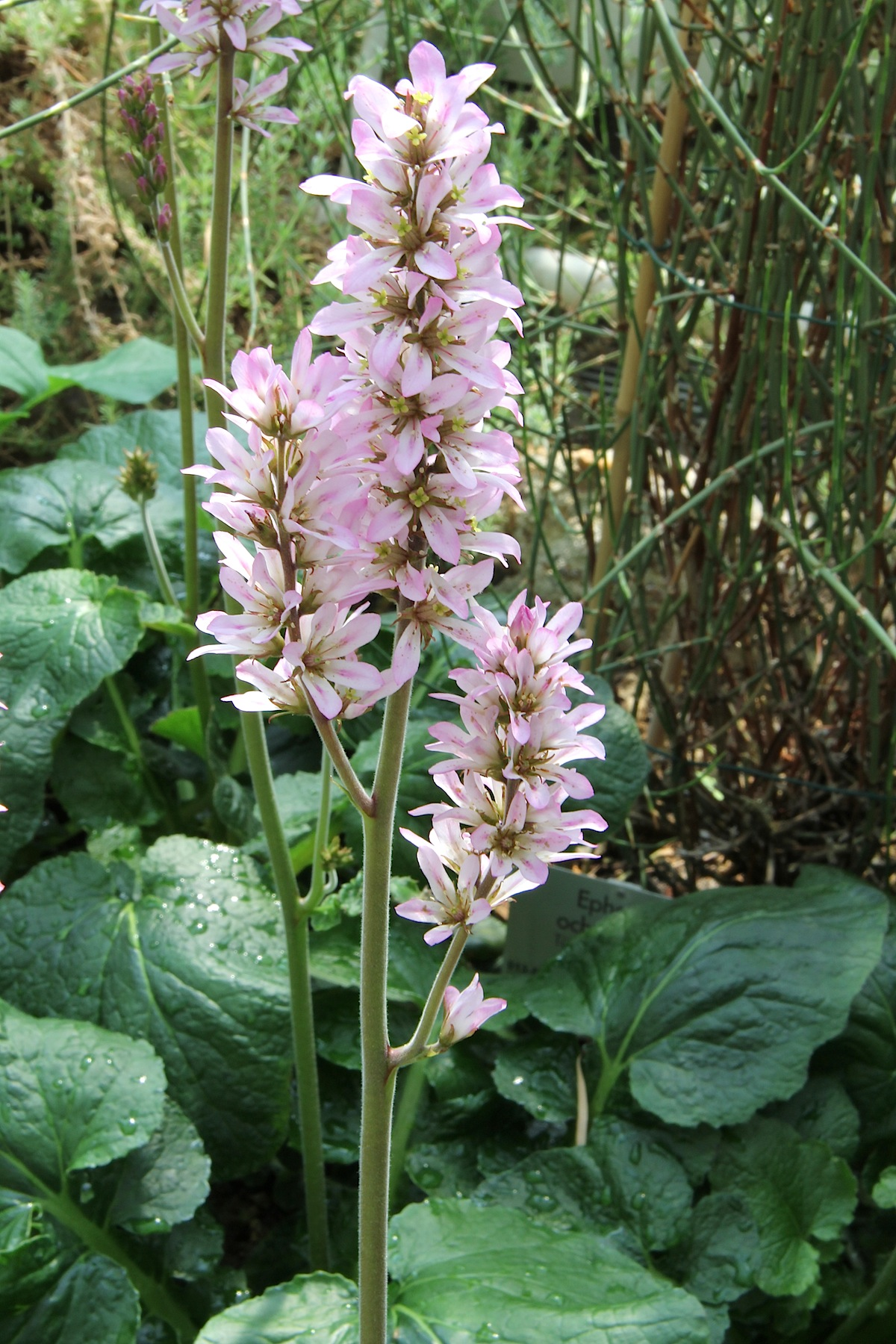
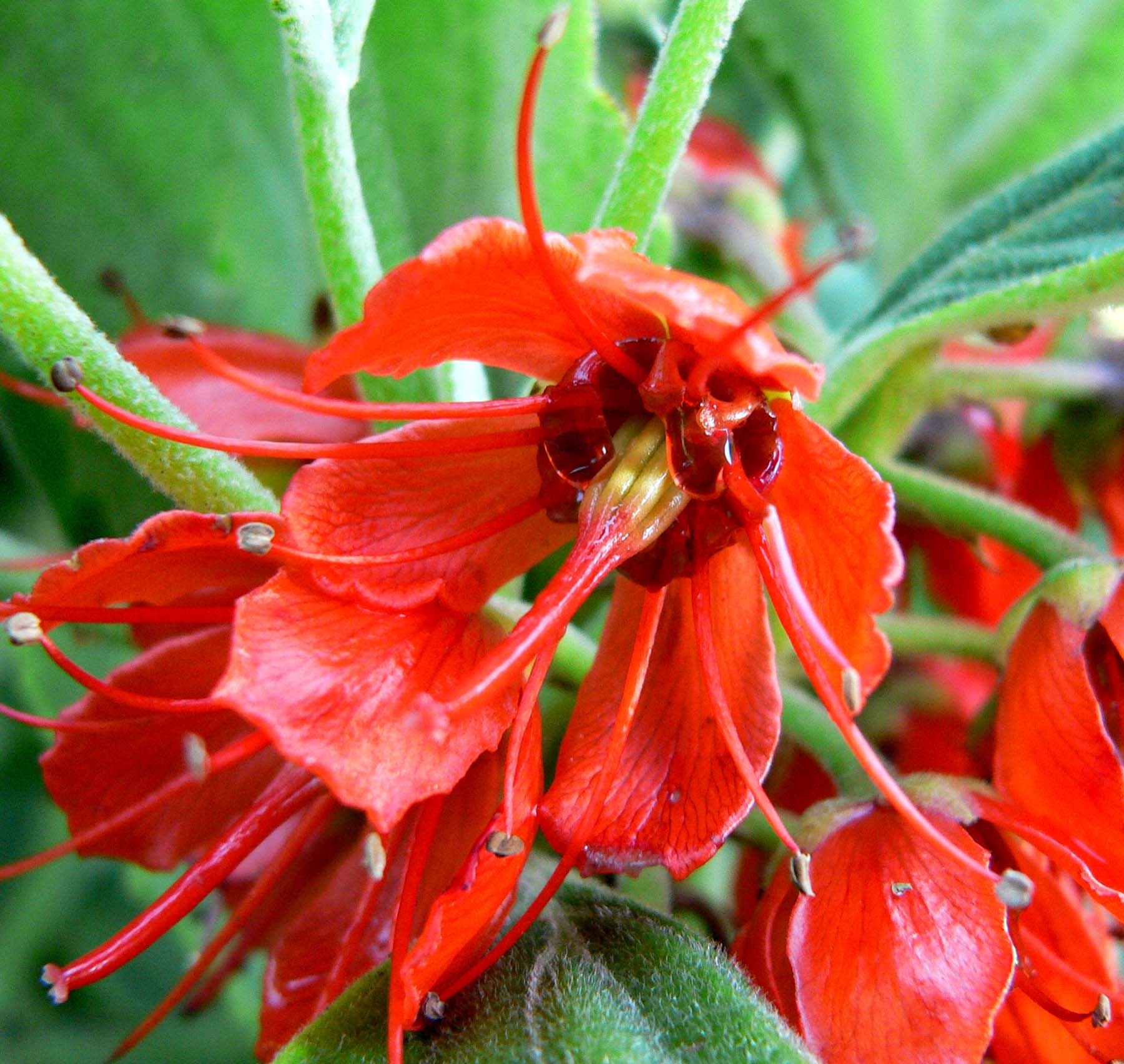